# Секстий Нигер
(Квинт) Се́кстий Ни́гер (лат. (Quintus) Sextius Niger Minor; I век до н. э.) — древнеримский врач из знатного плебейского рода Секстиев. Теоретик современной фармакологии времён правления императора Августа.

## Биография
Происходил из семьи нобилей Секстиев. Был сыном Квинта Секстия, известного философа своего времени. Впрочем личное имя Секстия не известно. Он был учеником Асклепиада Вифинского. Однако о личной жизни мало сведений. Нигер был практикующим врачом и теоретиком медицины. В свое время он пользовался значительным признанием в Риме. В врачебной практике часто использовал народные и растительные средства, был одним из значимых древнеримских фармакологов.
Свои медицинские труды Секстий писал на греческом языке. В них предоставляются рецепты лекарств из трав от всех известных на то время болезней. Иногда даже с использованием волшебного зелья, вера в которое во времена Секстия Нигера была достаточно высока. У него есть два известных медицинских труда «О материалах» и «О медицинских веществах». О них очень лестно отзывались Плиний Старший и Клавдий Гален. Эти медицинские разработки также использовал Педаний Диоскорид.